# Davoud Monchi-Zadeh
Davoud Monchi-Zadeh (persiska: داوود منشی زاده), född den 28 augusti 1914 i Teheran, Persien, död 1989 i Uppsala, var en iransk-svensk iranist, politiker och lingvist samt författare till en rad internationellt uppmärksammade verk i iransk kulturhistoria, språk och religion.

## Biografi
Efter uppväxten i Persien studerade han orientalistik i Dijon, Frankrike och därefter i München, Tyskland. Under studietiden arbetade han som lärare och journalist på Deutsche Radio och dagstidningen Das Reich. Monchi-Zadeh avlade doktorsexamen 1943 i iranistik vid Universitetet i Berlin. Han var god vän med iranisten Bernfried Schlerath som undervisade i iranistik i Uppsala åren 1966-1967.
Monchi-Zadeh hade börjat samarbeta med olika nationalsocialistiska organisationer redan 1941 och tog kort därefter värvning som frivillig i SS. Han sårades vid Slaget om Berlin 1945. Han återvände till Iran åren 1951–1958 och blev aktiv pan-iranist. 1952 grundade han det nationalistiska partiet Sumka i Iran. 
Monchi-Zadeh kom till Sverige och Uppsala genom forskarkollegan Stig Wikanders förmedling på 1960-talet, där han började sin akademiska karriär först som lektor vid Uppsala universitet för att sedan tillträda en professur i iranistik, som han upprätthöll till sin pensionering 1979. Han avled i Uppsala 1989 och begravdes på Gamla kyrkogården.

## Verk i urval
- Das Persische im Codex Cumanicus, Uppsala: Studia Indoeuropaea Upsaliensia, 1969.
- Topographisch-historische Studien zum iranischen Nationalepos, Wiesbaden: Abhandlungen für die Kunde des Morgenlandes, 1975.
- Wörter aus Xurāsān und ihre Herkunft, Leiden: Acta Iranica ; Troisième série, Textes et mémoires , 1990.
- Die Geschichte Zarēr's, ausführlich komment. von Davoud Monshi-Zadeh, Uppsala: Studia Indoeuropaea Upsaliensia, 1981.
- Ta'ziya : das persische Passionsspiel / mit teilweiser Übersetzung der von Litten gesammelten Stücke von Davoud Monchi-Zadeh, Stockholm: Skrifter utgivna av K. Humanistiska vetenskapssamfundet, 1967.
- Vihrūd va Arang : justārhā-yī dar jughrāfiy-̄yi asāṭīr ̄va tārīkh-̄i Īrān-i sharqī, pazhūhish-i Josef Markwart; tarjumah bā iz̤āfāt az Davūd Munshī-Zādah, Teheran: Majmūʻah-'i Intishārāt-i adabī va tārīkhī, 1989. (persiska)